# 歩兵第81連隊
歩兵第81連隊（ほへいだい81れんたい、歩兵第八十一聯隊）は、大日本帝国陸軍の連隊のひとつ。本項では歩兵第81連隊を基幹戦力として編成された独立混成第38旅団についても述べる。

## 沿革
1938年（昭和13年）7月14日に軍旗拝受。第17師団へ隷属。日中戦争のため華中に派遣され、蘇州・徐州の警備に就く。
太平洋戦争勃発後の1943年（昭和18年）9月、ソロモン諸島の戦い激化のため第17師団は南方転用されることとなった。師団主力はニューブリテン島へ進出したのに対し、連隊は第17歩兵団司令部などとともにブーゲンビル島へ分遣された。海上輸送中に連隊の第1大隊は海没し、別の2個中隊は輸送船が損傷したため小型舟艇に乗り換えて進出した。ただちにブーゲンビル島の戦いへ加わり、島北部の守備を担当した。1944年（昭和19年）7月にブーゲンビル島所在の第17師団関係の部隊を整理して独立混成第38旅団が新設されると、歩兵第81連隊は同旅団唯一の歩兵連隊としてその中核を担った。独立混成第38旅団は、歩兵第81連隊を主力に持久戦闘を継続しつつ、1945年（昭和20年）8月の終戦を迎えた。

## 歴代連隊長
| 代 | 氏名       | 在任期間    | 備考 |
| -- | ---------- | ----------- | ---- |
| 1  | 松浦豊一   | 1938.7.15 - |      |
| 2  | 池田栄之助 | 1940.8.1 -  |      |
| 末 | 金子篤     | 1941.1.27 - |      |